# Конфігурація крила

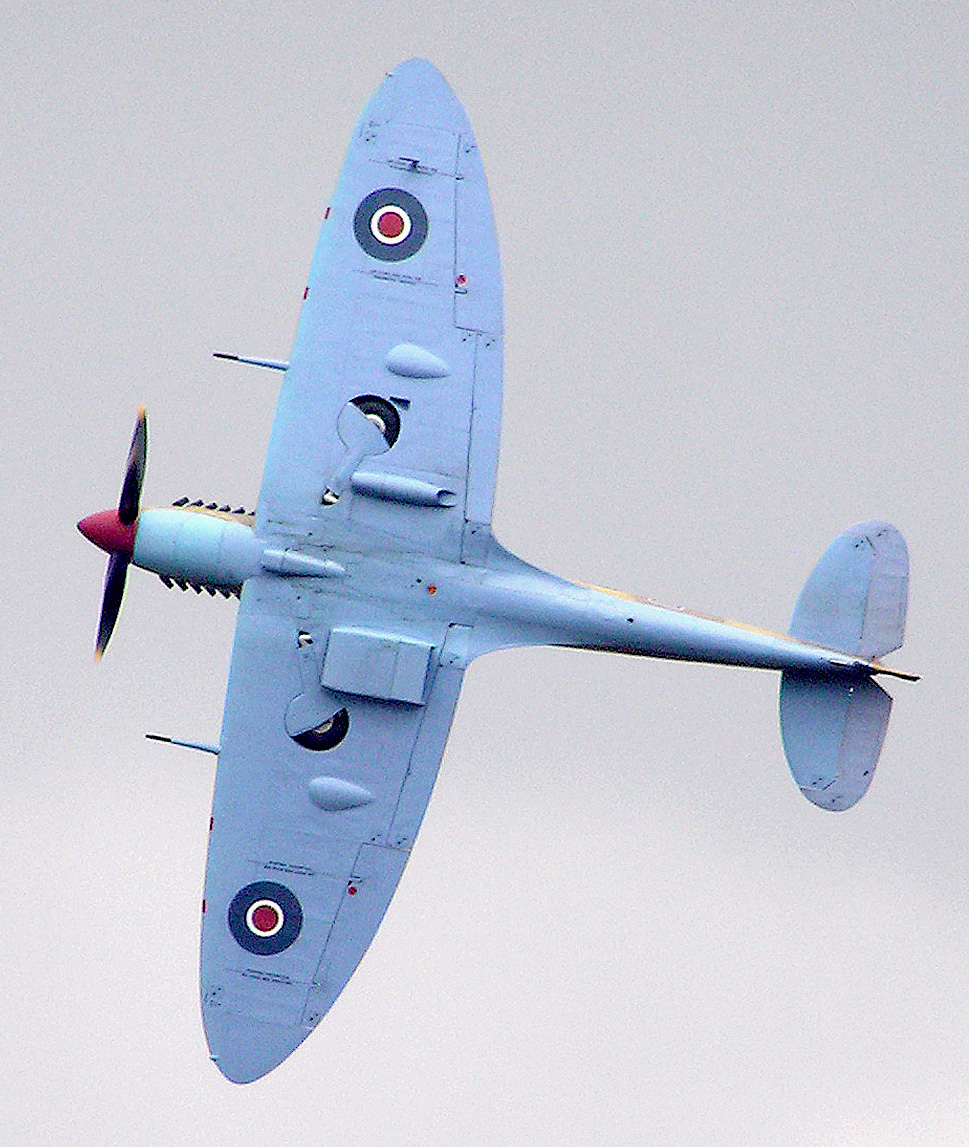
Крило Spitfire можна схарактеризувати як низькорозміщене пряме еліптичне вільнонесне крило з помірним видовженням і незначним позитивним кутом поперечного V.

Конфігурація крила літального апарата з нерухомим крилом — розміщення підіймальних та інших поверхонь літального апарата відносно одне одного та відносно фюзеляжа.

## Кількість крил
За кількістю пар крил літаки поділяються на такі:
- Моноплан — літак з одним крилом, основний різновид літаків, починаючи з 1930-х.
- Біплан — літальний апарат з двома крилами, розташовані одне над одним.
  - Півтораплан — верхнє крило суттєво (вдвічі або більше) більше за площею за нижнє, що може досягатись меншою довжиною та/або меншою шириною нижнього крила (як у Nieuport 17[en])[1]. Існує також обернений півтораплан, у якого верхнє крило коротше, як от Fiat CR.1[en].
- Триплан — три крила, розташовані одне над одним.
- Мультиплан[en] — чотири (квадроплан) й більше крил, розташованих одне над одним.Caproni Ca.60, що суміщає тандемне та ярусне розміщення крил.

| Моноплан | Біплан | Триплан | Квадроплан | Мультиплан |

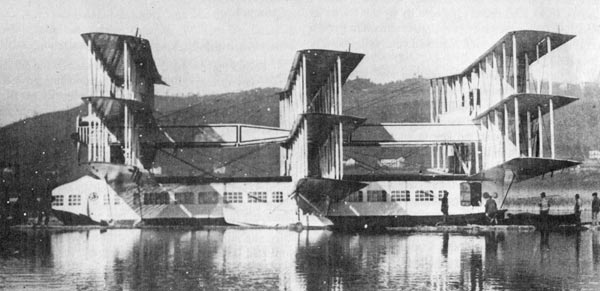
Caproni Ca.60, що суміщає тандемне та ярусне розміщення крил.

Крім паралельного розміщення крил одне над одним, існують інші схеми:

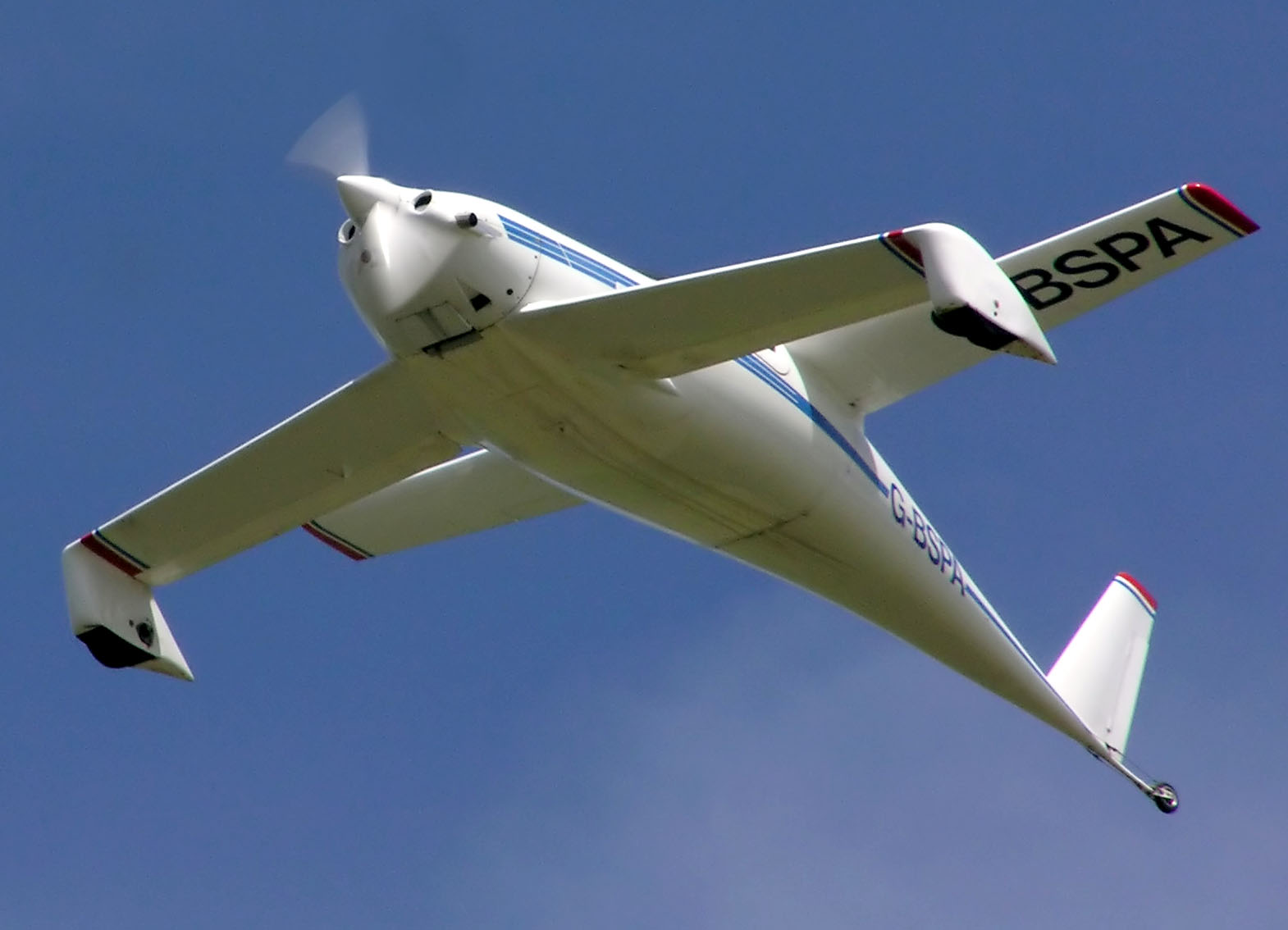
Тандемний Rutan Quickie

- Тандемний Rutan Quickie[en]Тандемні крила[en] — конфігурація, в якій одна несна поверхня розташована перед іншою. Тандемне розташування може поєднуватись із багатошаровим, як у випадку 9-крильного Caproni Ca.60. Відомими прикладами є «Небесна блоха», Miles M.39B Libellula, Rutan Quickie[en] та єдиний серійний бойовий літак такої схеми SFCA Taupin[en].
- Хрестоподібне крило — несні поверхні розташовані навколо поздовжньої (як у ракет) чи вертикальної осі (як у гвинтокрилів з зупиненим ротором).
- Двонапрямлене літаюче крило[уточнити термін] — теоретичне компонування, що може використовувати довші крила для дозвукового польоту та коротші для надзвукового[2].

| Тандемні крила | Хрестоподібне компонування | Горизонтальне хрестоподібне крило | Двонапрямлене літаюче крило |

## Поперечна схема та опора крила

### Висота крила

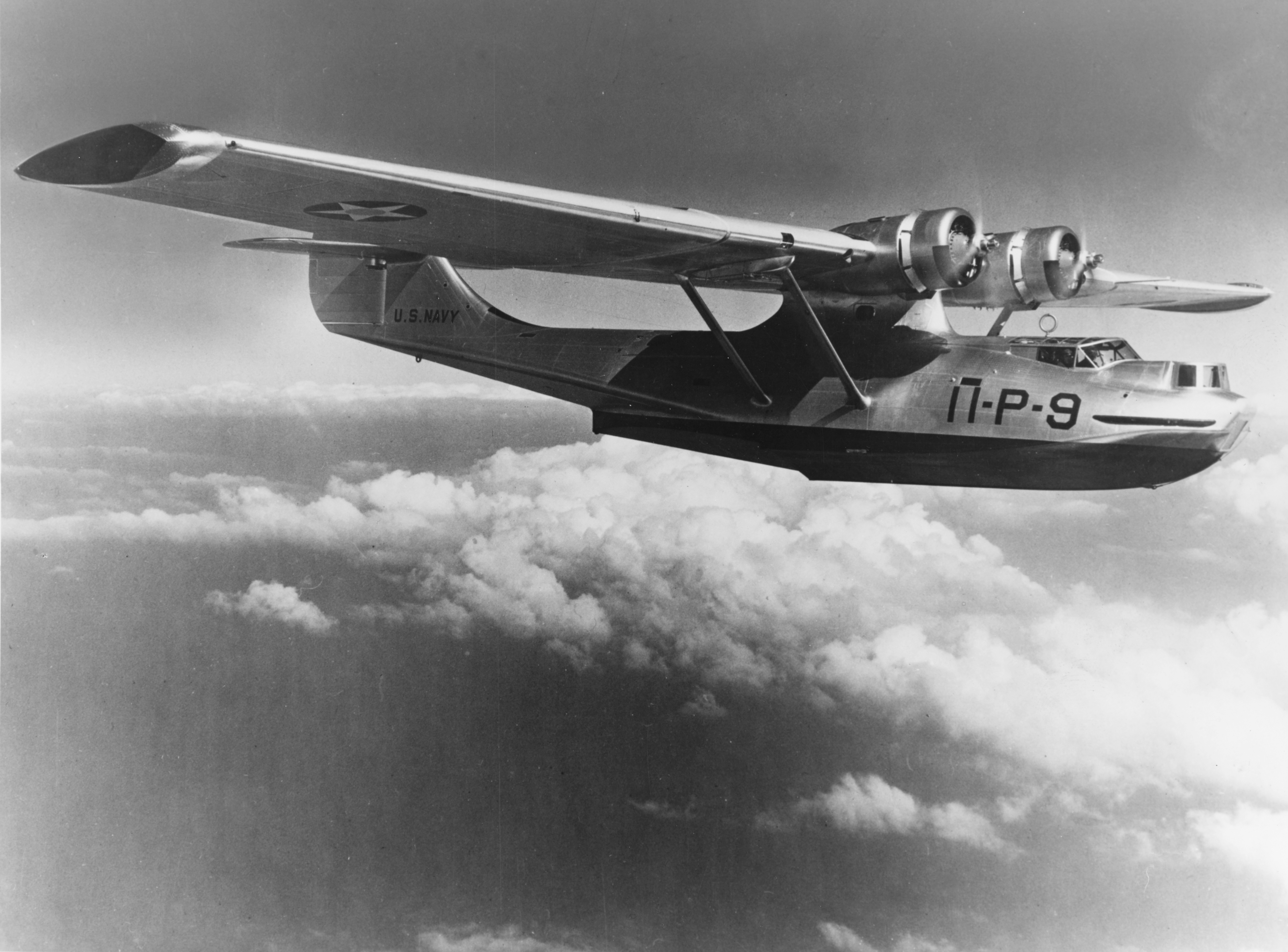
Крило-парасоль Consolidated PBY-1 Catalina

Залежно від висоти розміщення крила відносно фюзеляжа, моноплани поділяються на такі типи:
- Низькорозміщене крило (низькоплан)[3] — крило знаходиться на рівні низу фюзеляжа або близько до нього.
- Середньорозміщене крило[3] (середньоплан) — крило знаходиться приблизно посередині фюзеляжа.
- Високорозміщене крило (високоплан)[3] — крило знаходиться приблизно в верхній частині фюзеляжа. В англомовній термінології розрізняють shoulder wing (буквально «плечове крило») та high wing: перші розташовані трохи нижче верху фюзеляжа, а другі мають верхній край, вищий за фюзеляж[4][5].
- Парасоль[3] — крило, що знаходиться над фюзеляжем літального апарата. Відомими прикладами є Morane-Saulnier L, Consolidated PBY Catalina та RQ-11 Raven.

| Низькорозміщене | Середньорозміщене | Плечове |
| Високорозміщене | Парасоль          |         |

### Компонування крил біплана

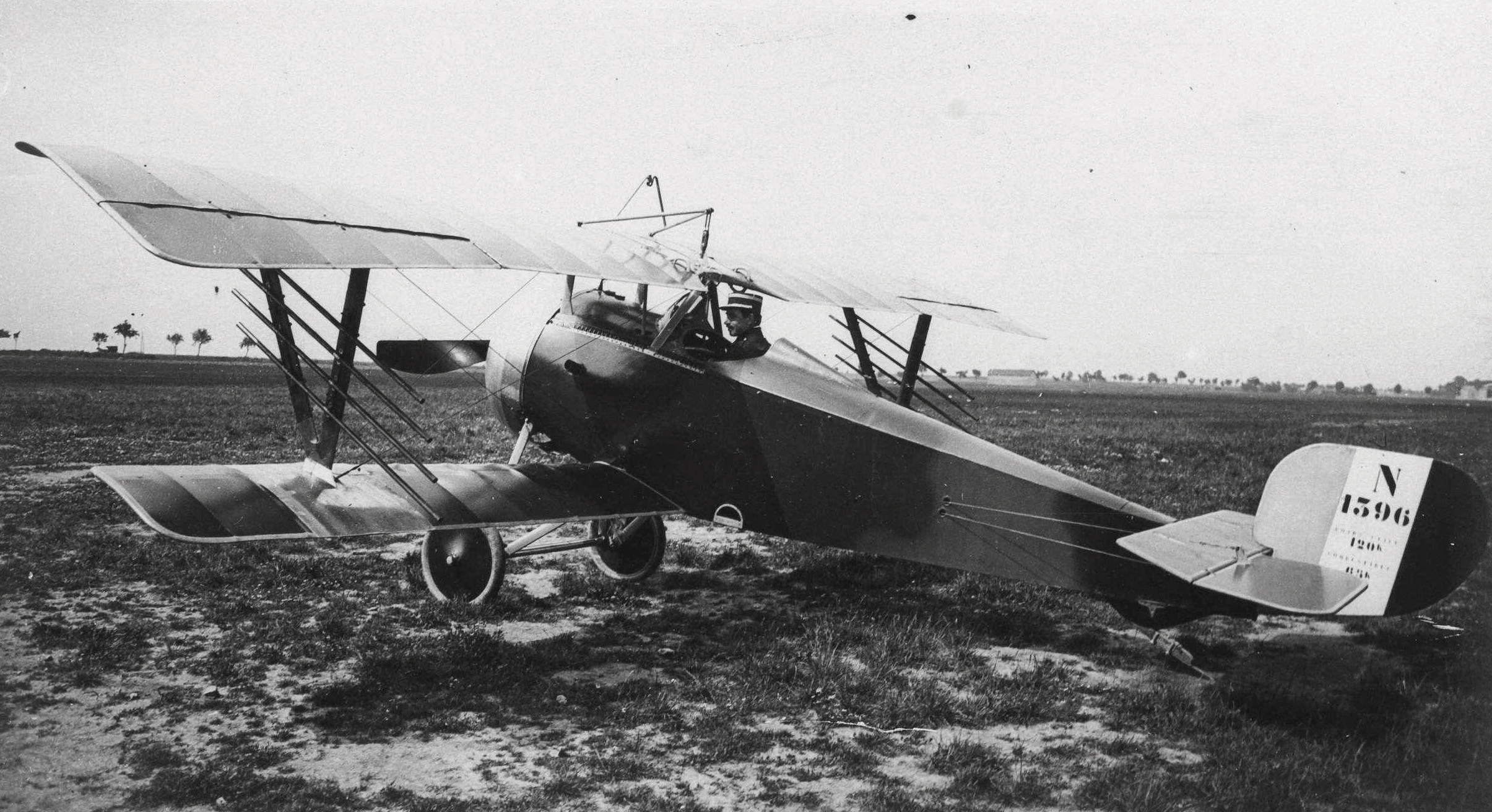
Півтораплан Nieuport 17, видно, що нижнє крило є суттєво вужчим за верхнє. Між крилами видно як жорсткі стійки, так і дротові розчалки.

- Біплан з однаковими розмахами крил — верхнє та нижнє крила мають однаковий розмах
- Біплан з різними розмахами крил — верхнє та нижнє крила мають різний розмах
  - Півтораплан — верхнє крило суттєво (вдвічі або більше) більше за площею за нижнє, що може досягатись меншою довжиною та/або меншою шириною нижнього крила (як у Nieuport 17[en])[1]. Існує також обернений півтораплан, у якого верхнє крило коротше, як от Fiat CR.1[en].

- Біплан Буземанна[en] — теоретична конфігурація гіперзвукового біплана.

| Біплан з однаковими розмахами крил | Біплан з різними розмахами крил      | Півтораплан |
| Обернений півтораплан              | Біплан Буземанна (поздовжній розріз) |             |

Верхнє крило біплана також може бути винесене вперед або назад відносно нижнього, або ж бути рівно над ним.
| Відсутній винос | Винос вперед | Винос назад |

### Кріплення крила

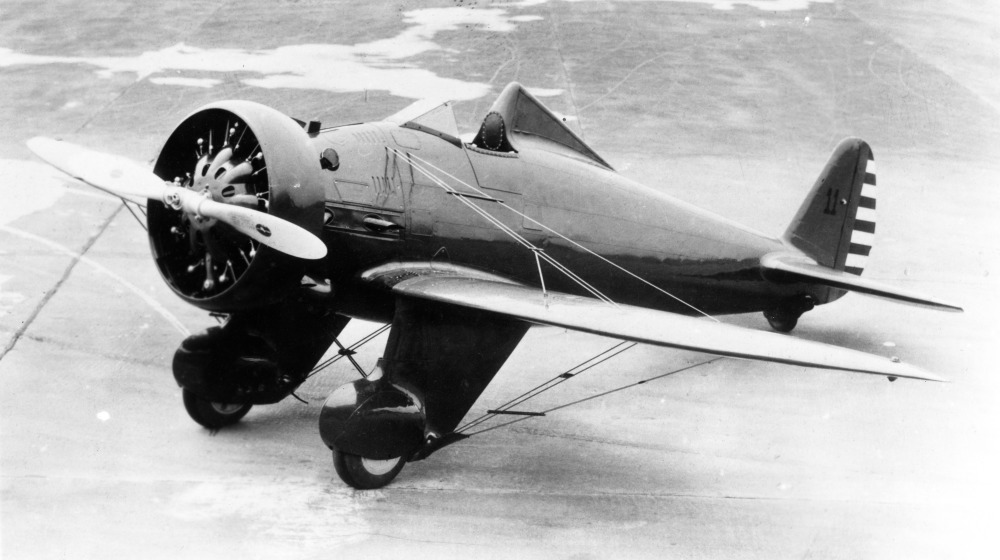
Крила з підтримувальними тросами з обох боків на P-26C Peashooter

- Вільнонесне крило[3] — всі опорні конструкції приховані за аеродинамічною оболонкою
- Крило з розчалками[3] — кріпиться до фюзеляжа або іншого крила за допомогою жорстких стійок та/або розчалкових тросів. Багато з перших монопланів, Blériot XI[en], і деякі пізніші, як P-26 Peashooter, мали тросові підсилення крил. Легкі літаки й досі часто мають крила, підсилені підпірками.

| Консольна конструкція | Стійки | Розчалкові троси |

### Кут нахилу напівкрил

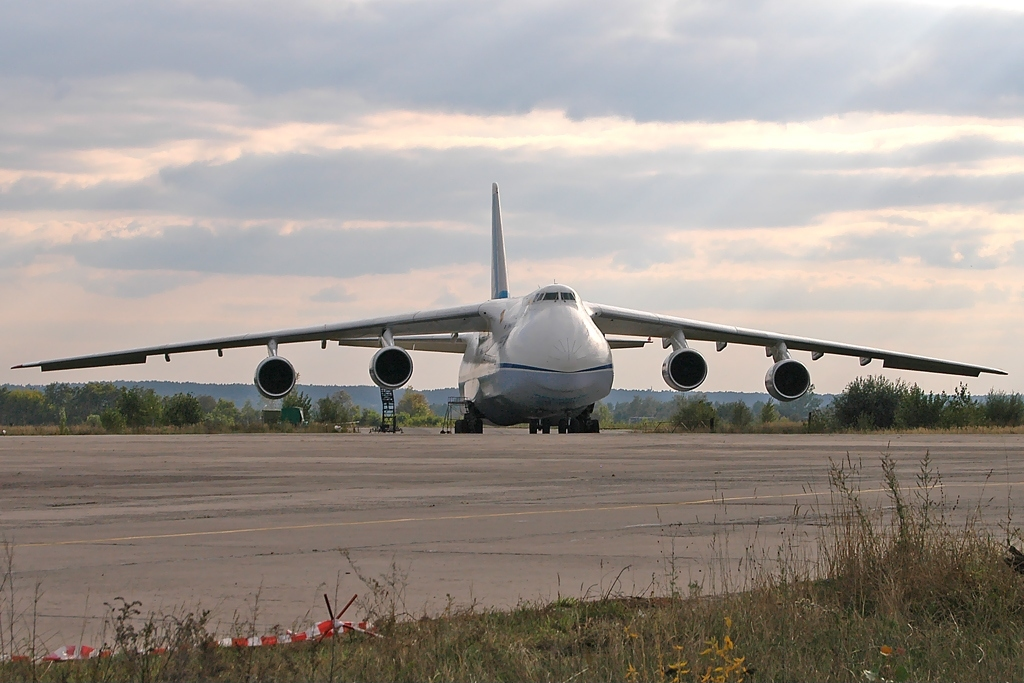
Характерні крила Ан-124 з негативним кутом

Поперечний кут між напівкрилами (або між горизонтальним оперенням) називається кутом поперечного «V» крил і буває таким:
- Нульовий кут — обидва напівкрила знаходяться в одній площині.
- Позитивний кут — закінцівки напівкрил знаходяться вище за кореневу частину.
- Негативний кут — закінцівки напівкрил знаходяться нижче за кореневу частину. Характерний для важких транспортних високопланів, як C-5 Galaxy та Ан-124 «Руслан», а також для деяких інших літаків, як Hawker Siddeley Harrier, F-104 Starfighter. А F-4 Phantom має підняті закінцівки, але помітно негативний кут між стабілізаторами.

Для біпланів кут може бути різним для двох крил. Наприклад, Sopwith Camel мав нульовий кут верхнього крила та позитивний кут нижнього, а Hanriot HD-1 — навпаки. І-153 натомість мав верхнє крило типу «чайка», а нижнє з позитивним кутом.
| Нульовий кут                    | Позитивний кут                                    | Негативний кут |
| Обидва крила з позитивним кутом | Верхнє крило з нульовим кутом, нижнє з позитивним |                |

### Крила ламаної форми

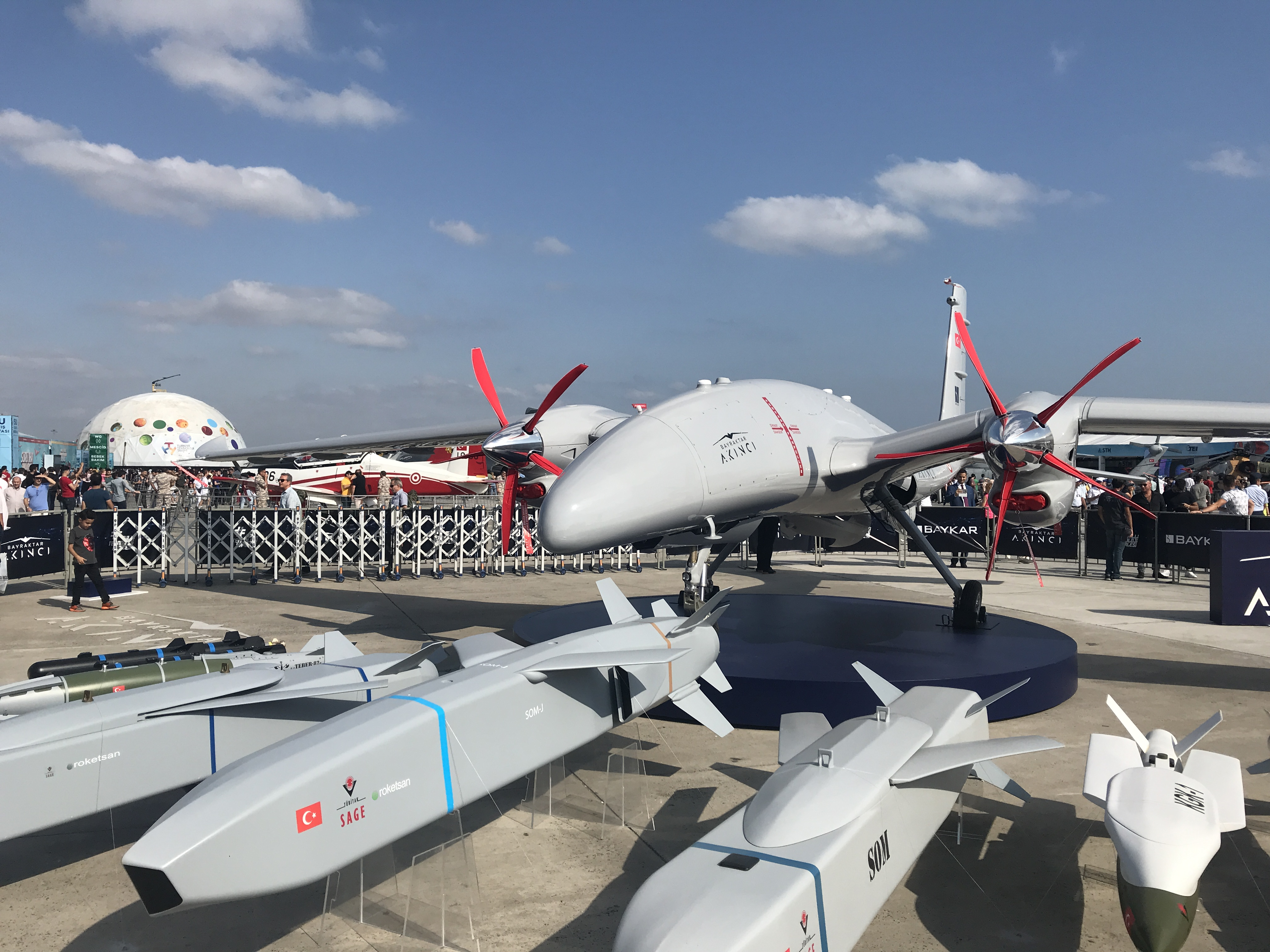
Крило типу «чайка» на Bayraktar Akıncı

Ламане крило[уточнити термін] — різні частини крила мають різний кут нахилу:
- «Чайка»[en] — кут біля кореневої частини є великим, а на більшій частині крила він менший. Відомими прикладами є PZL P.11, І-153, B-25 Mitchell, Bayraktar Akıncı, також є доволі характерним для літаючих човнів, як Бе-12 та Martin PBM Mariner.

- Обернена чайка — біля кореня крило має негативний кут, потім він змінюється на нульовий або позитивний. Відомими прикладами є Junkers Ju 87, Vought F4U Corsair, а також сучасний Scaled Composites White Knight[en].
- Закінцівки крил[en] можуть бути опущеними або піднятими (не плутати з вінглетами). Прикладами ЛА з піднятими закінцівками є F-4 Phantom, RQ-20 Puma.Обернена чайка на F4U Corsair

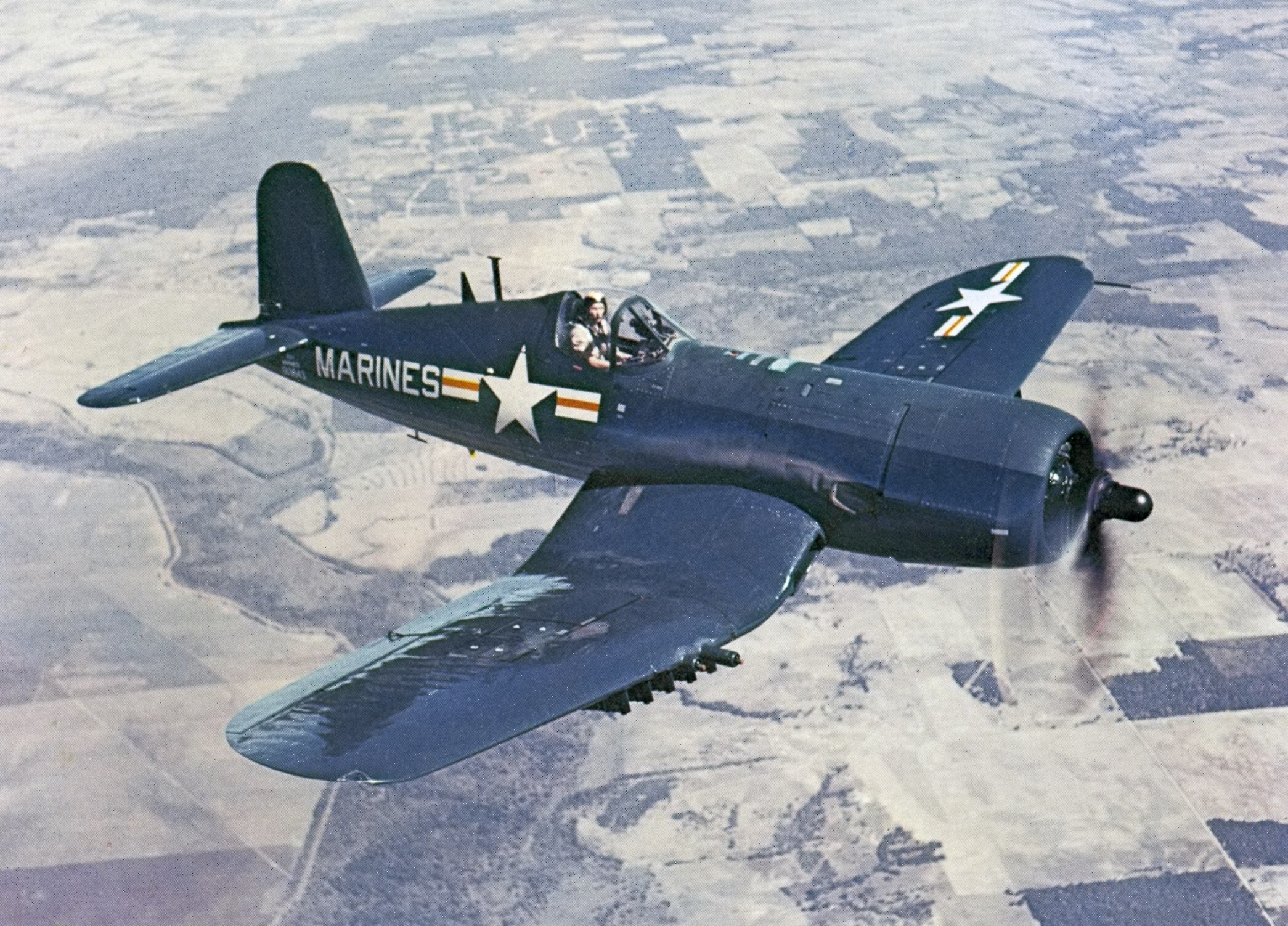
Обернена чайка на F4U Corsair

| Чайка | Обернена чайка | Підняті закінцівки | Опущені закінцівки |

### Замкнені та напівзамкнені крила
Замкнене крило — площини крил, розташованих на різній висоті, поєднані таким чином, що утворюється одне крило.
- Коробчасте крило[уточнити термін] — крила поєднані вертикальними панелями, одна з найперших конструкцій крил. Наприклад, її використовував Santos-Dumont 14-bis[en].
- Кільцеве коробчасте крило[уточнити термін] — два крила поєднані неперервним закругленням.
- Кільцеве або циліндричне крило[уточнити термін] — крило концентричне з фюзеляжем. Відомим прикладом є SNECMA Coléoptère[en].
- З'єднані крила[уточнити термін] — об'єднання двох пар крил, які суміщають тандемну та біпланну схему.

| Коробчасте крило | Кільцеве коробчасте крило | Кільцеве/циліндричне крило | З'єднані крила |

Канальне крило[уточнити термін] — крило, що формує півколо навколо двигуна. Застосовувалось у серії Custer Channel Wing та Виробі 181.
| Канальне крило |

## Планформа
Планформа — проєкція літака або крила, його силует при виді згори/знизу.

### Відносне подовження крил

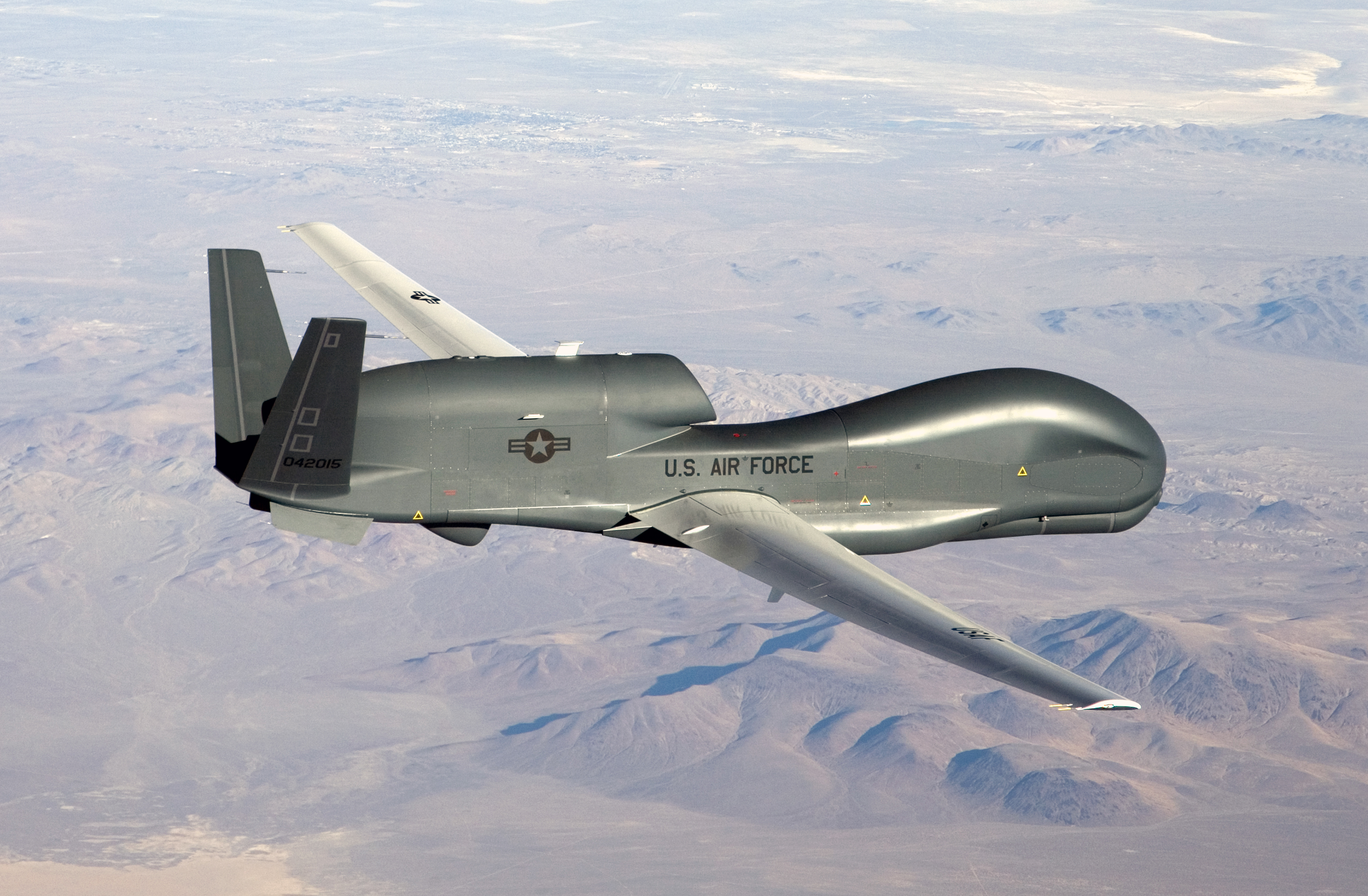
Видовжені крила RQ-4 Global Hawk

Відносним подовженням є співвідношення розмаху крила до його середньої аеродинамічної хорди. 
- Мале видовження[3] використовується на швидкісних літаках, як F-104 Starfighter, Concorde, North American X-15.
- Помірне видовження є поширеним через свою універсальність.
- Велике видовження часто використовується на висотних дозвукових літальних апаратах, як U-2 Dragon Lady та RQ-4 Global Hawk, а також на багатьох планерах.

| Мале видовження | Помірне видовження | Велике видовження |

Багато літаків зі змінною геометрією (див. нижче) так чи інакше змінюють відносне подовження.

### Стрілоподібність

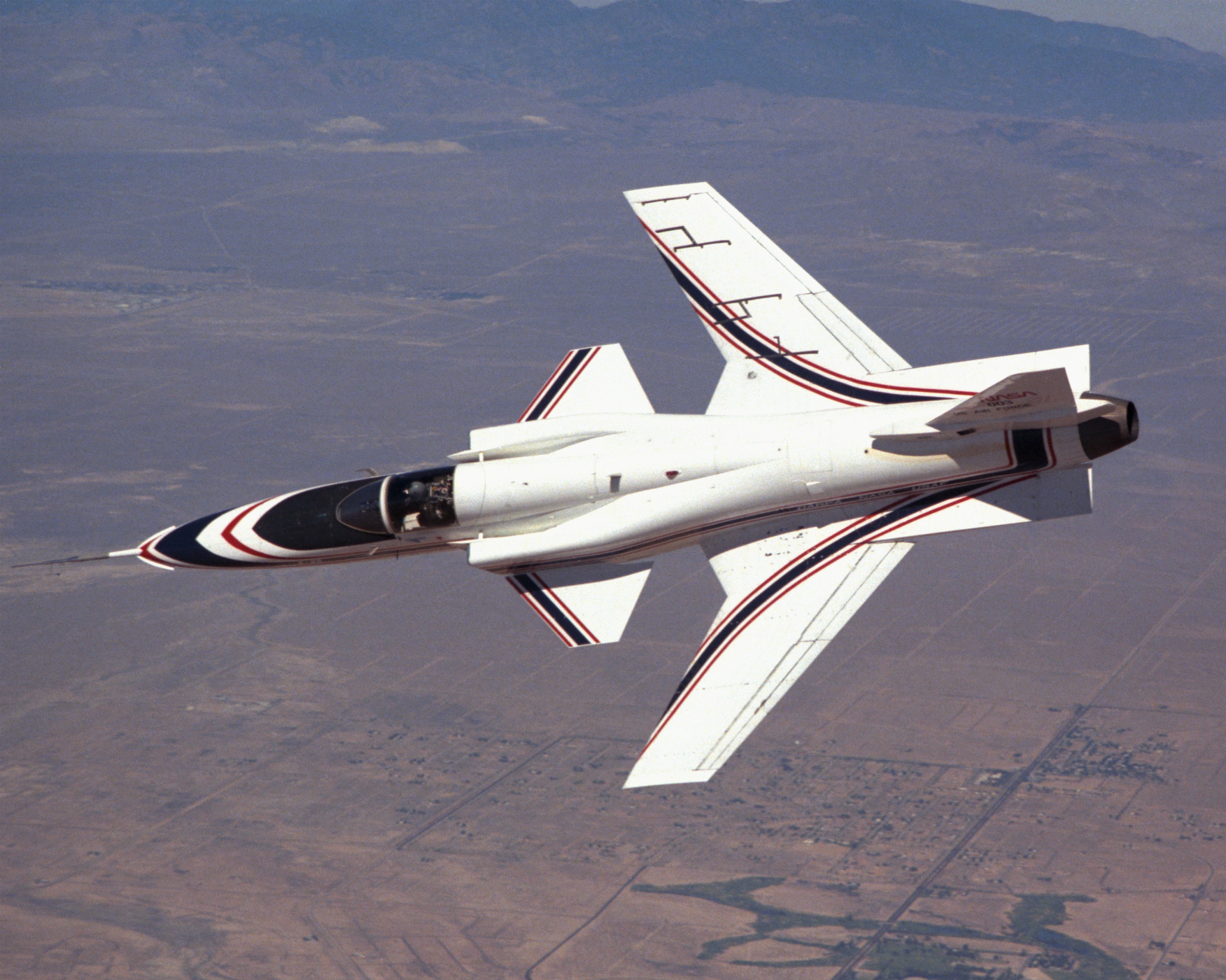
Зворотна стрілоподібність Grumman X-29

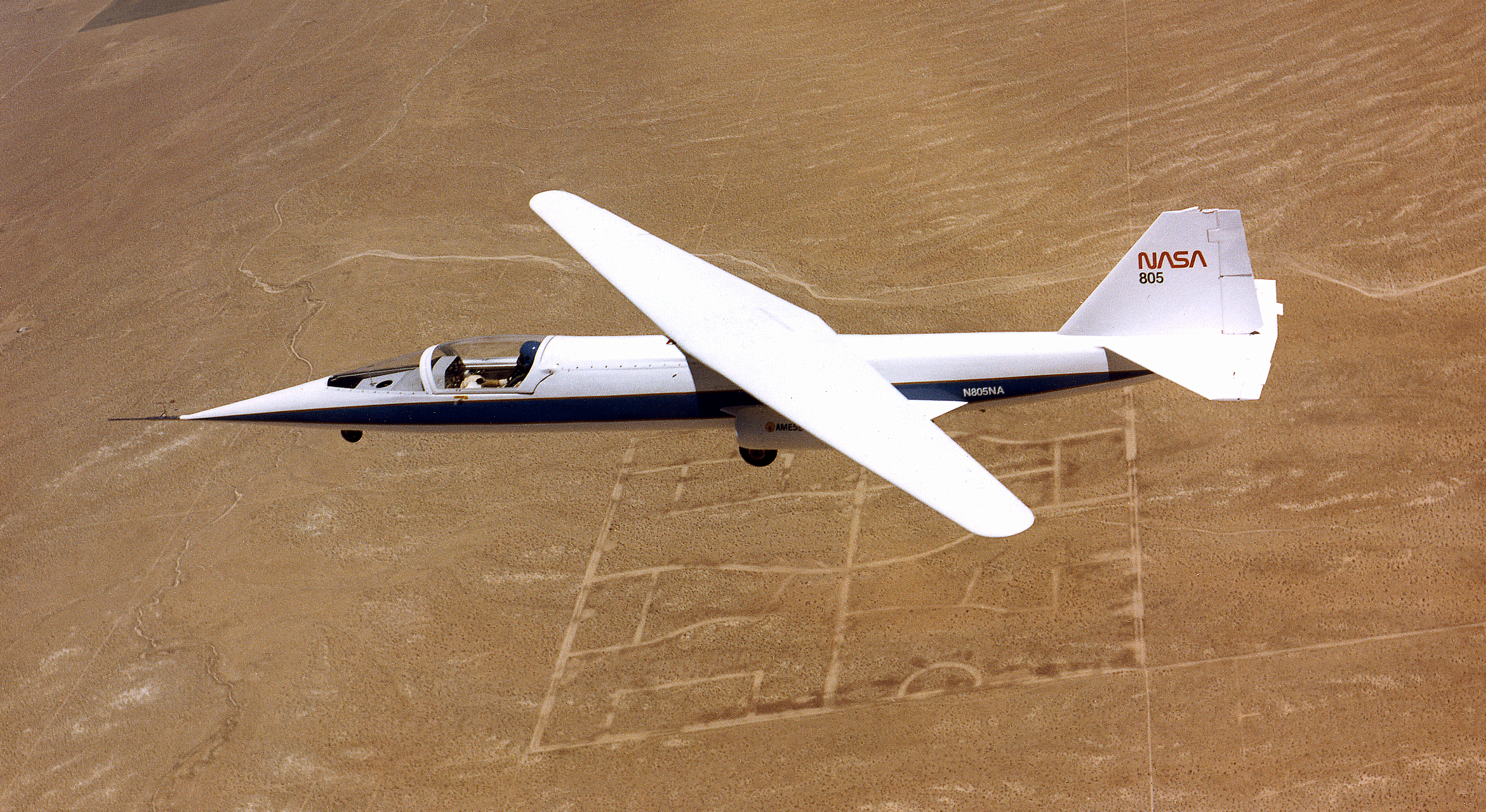
Обертове крило NASA AD-1

Стрілоподібність —кут відхилення крила від нормалі до вертикальної осі літака в горизонтальній проєкції:
- Пряме крило — розташоване під прямим кутом до фюзеляжа. Найперший і дуже поширений тип крил.
- Крило прямої стрілоподібності[3] — кінці напівкрил повернуто в бік задньої частини літака. Дуже поширений тип.
- Крило зворотної стрілоподібності[3] — кінці напівкрил повернуто в бік передньої частини літака. Рідкісний тип літальних апаратів, найвідомішими є Су-47, Grumman X-29, L-13 Blaník та HFB 320 Hansa Jet[en], а також крилата ракета AGM-129 ACM.
- Крило змінної стрілоподібності[3] — крило може змінювати свою стрілоподібність відповідно до швидкості польоту. Використовується на деяких військових літаках, як B-1 Lancer, F-111 Aardvark, Panavia Tornado, Су-24 тощо.
- Обертове крило[en] — цілісне крило обертається навколо свого центру. Єдиним випробуваним літаком з таким крилом був NASA AD-1[en].

| Пряме крило | Пряма стрілоподібність | Зворотна стрілоподібність | Змінна стрілоподібність | Поворотне крило |

Крило також може мати різну стрілоподібність в різних його частинах:
- Серпоподібне крило[en][3] — зовнішня частина напівкрила має більшу стрілоподібність, ніж внутрішня. Характерним прикладом є Handley Page Victor[en], але менш вираженою є така властивість у багатьох літаків, наприклад, у Boeing 737.
- Вигнуте стрілоподібне крило[уточнити термін] — схоже на поєднання дельтоподібного крила зі стрілоподібним. Використовується на дослідному F-16XL[en], але подібним до нього є також крило Saab 35 Draken.
- M-подібне крило. Досліджувалось, але не застосовувалось[7][8][9].
- W-подібне крило — обернене до M-подібного. Проєктувалось для літака Blohm & Voss P 188[en].

| Серпоподібне | Вигнуте стрілоподібне | M-подібне | W-подібне |

### Довжина хорди
Крила мають такі форми відповідно до зміни хорди вздовж крила:

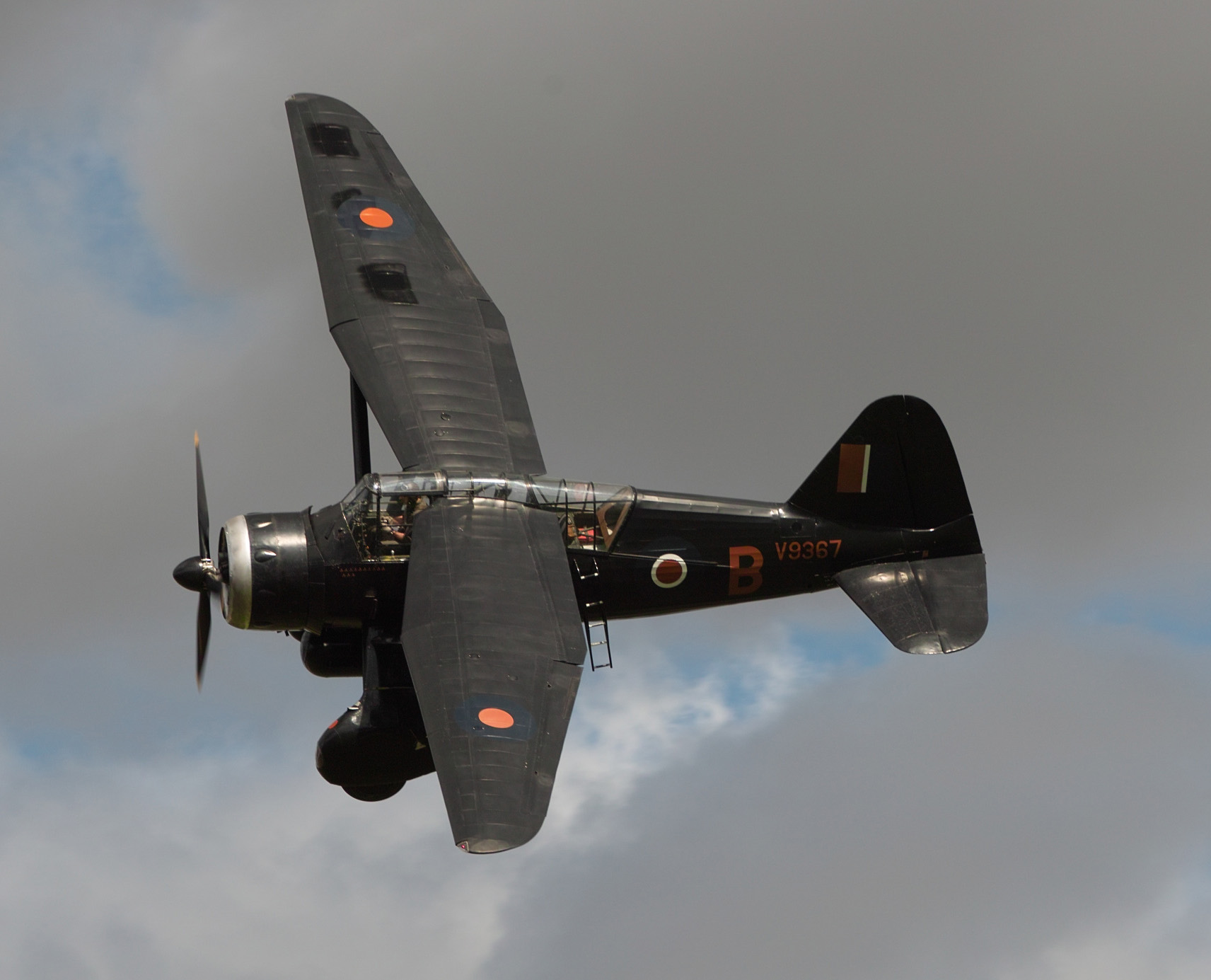
Комбіновані крила Westland Lysander

- Крило зі сталою довжиною хорди[уточнити термін] — ширина крила є незмінною на всій довжині. Прикладом є J-3 Cub[en]
- Крило з різною довжиною хорди[уточнити термін] — крило звужується або розширюється.
  - Трапецієподібне крило[en][3] — крило поступово звужується. Типовим прикладом прямого трапецієподібного крила є Messerschmitt Bf 109.
  - Зворотне трапецієподібне крило[уточнити термін] — крило поступово розширюється, є найширшим на кінцях. Прикладом є XF-91 Thunderceptor[en].
  - Комбіноване трапецієподібне[уточнити термін] — крило початково розширюється, а потім звужується. Типовими прикладами є літаки Westland Lysander.
- Стала хорда з зовнішнім звуженням[уточнити термін] — біля кореня крило має сталу хорду, а потім починає звужуватись. Типовими прикладами є літаки Cessna.

| Стала хорда | Звуження | Розширення | Комбіновані звуження та розширення | Стала хорда та звуження |

### Еліптичні крила

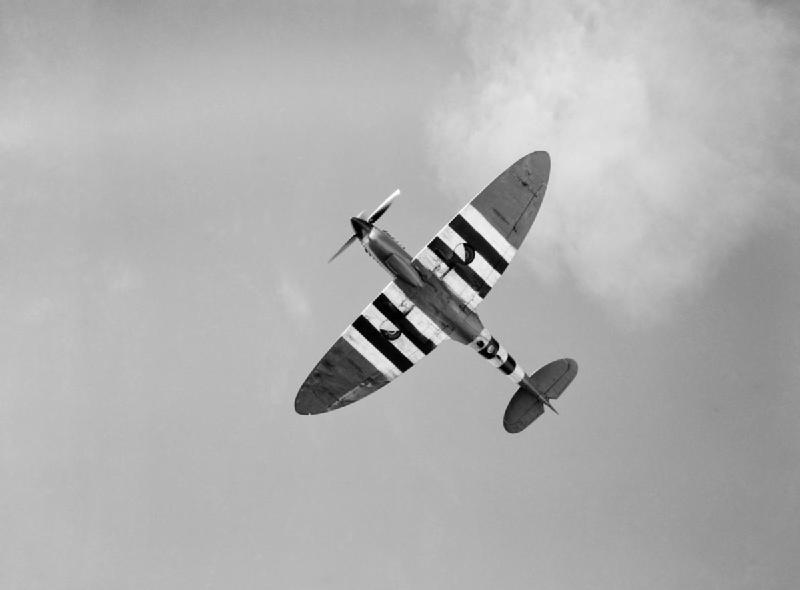
Еліптичні крила Supermarine Spitfire

- Еліптичне крило[en][3]. Прикладами є Supermarine Spitfire та ранні Heinkel He 111.
- Напівеліптичне крило[уточнити термін]. Прикладом є Seversky P-35.

| Еліптичне | Напівеліптичне |

### Трикутні крила

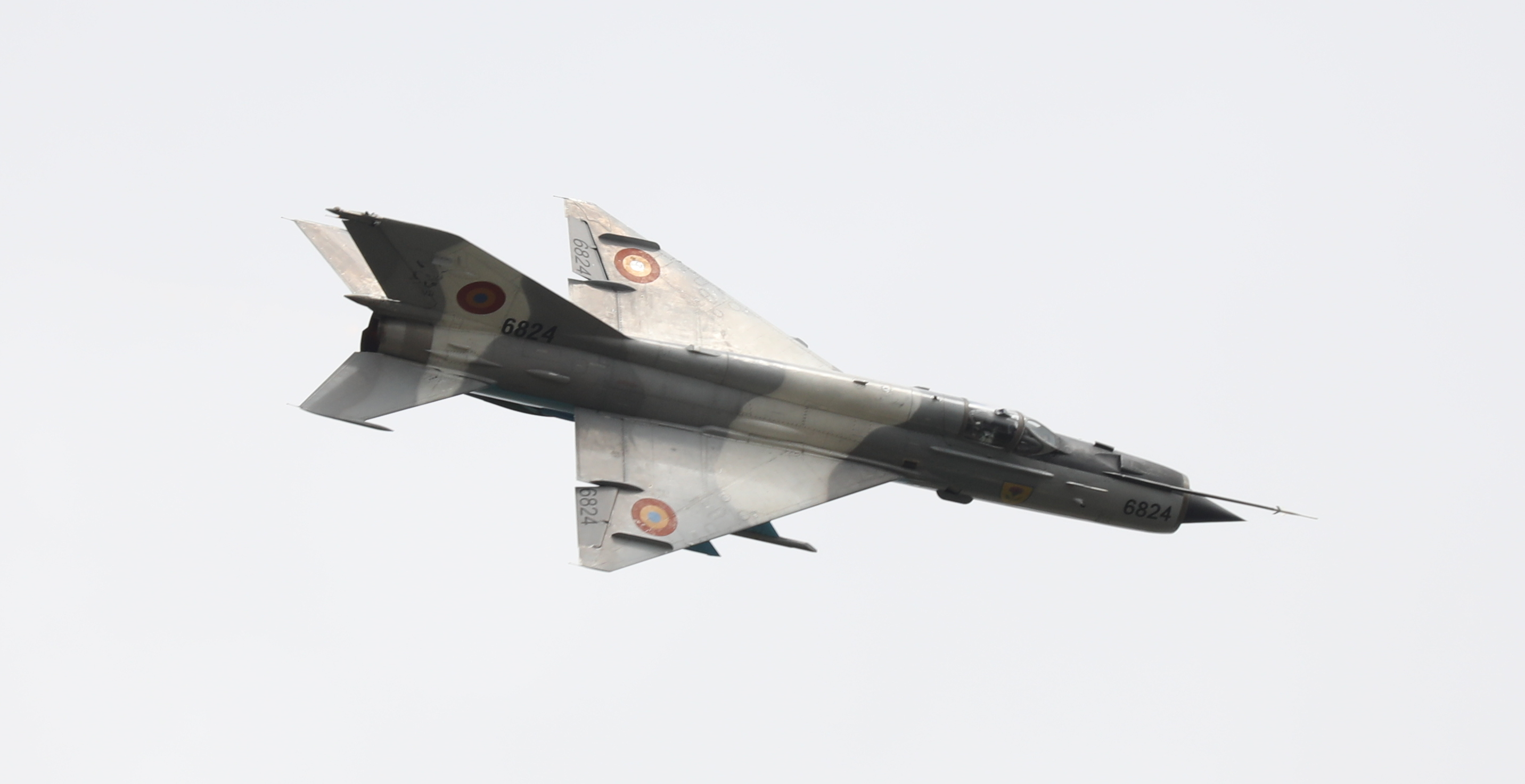
Трикутне крило МіГ-21

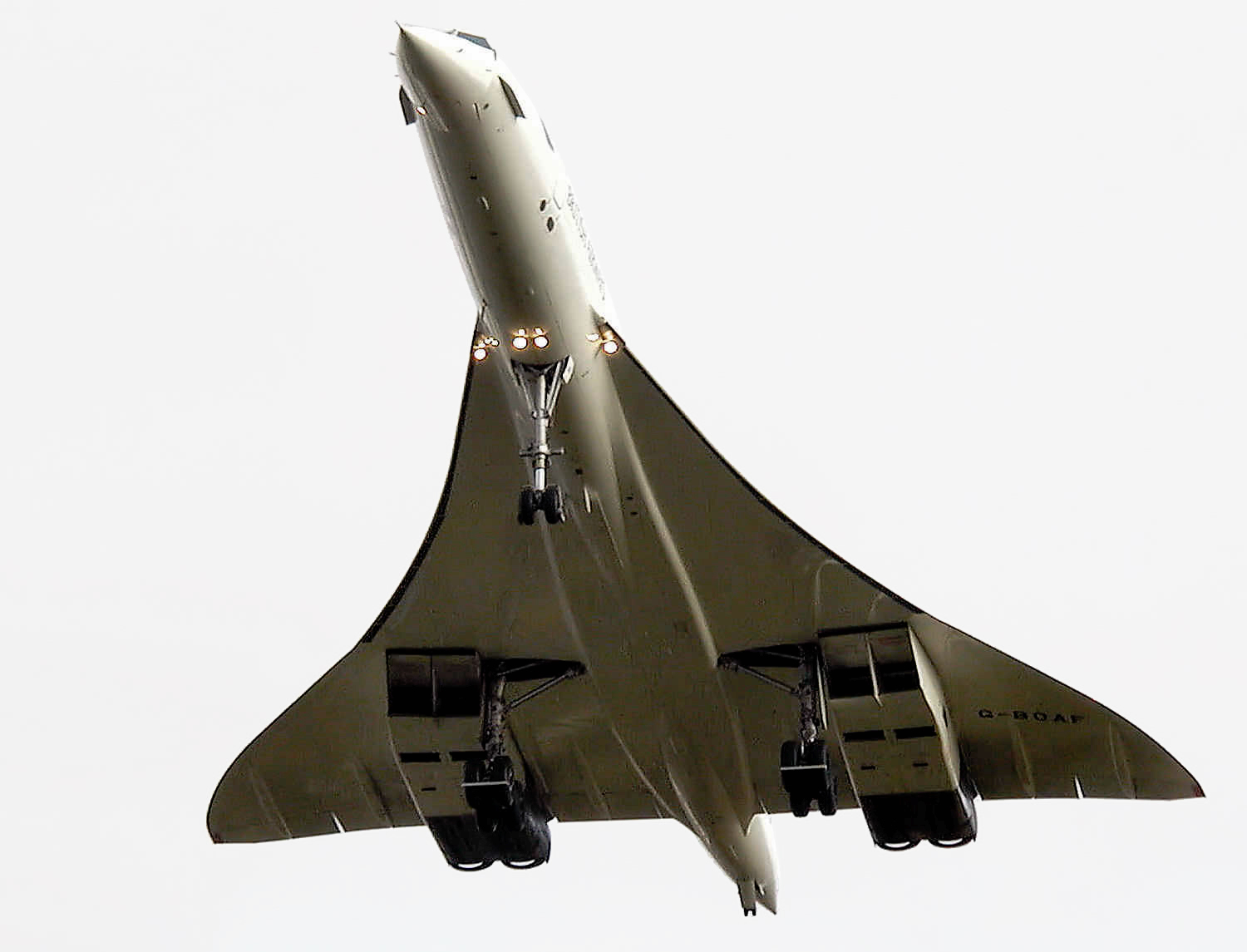
Подвійна кривина крила Concorde

- Трикутне[3] або дельтоподібне крило (може мати різні комбінації з оперенням у вигляді безхвостої схеми, хвостової, схеми «качка»:
  - Звичайне трикутне крило. Прикладами є переважно швидкісні винищувачі МіГ-21, F-106 Delta Dart, Dassault Mirage тощо.
  - Усічене трикутне крило[уточнити термін] — закінцівки крил обрізано порівняно зі звичайним. Прикладами є JAS 39 Gripen, Dassault Rafale, Shahed 131 тощо.
  - Подвійне або комбіноване трикутне крило[уточнити термін] — ближче до кореневої частини кут переднього краю крила збільшується або зменшується. Прикладом збільшеного кута є Saab 37 Viggen, а зменшеного — Saab 35 Draken.
  - Стрільчасте трикутне крило[уточнити термін] — крило з плавною подвійною кривиною. Прикладами є Avro Vulcan, Concorde, Ту-144 тощо.

| Звичайне | Усічене | Подвійне | Стрільчасте |

### Нетипові форми крил
- Пташине крило. Було популярним на початку історії авіації, як у літальних апаратах Етріха Таубе[en].
- Кажанове крило. Також здебільшого застосовувалось на початку історії авіації, як у Whitehead No. 21[en].
- Дископодібне крило. Використовувалось у деяких експериментальних моделях, як Avro Canada VZ-9 Avrocar, Vought V-173[en] та деяких проєктах, як Sack AS-6[en].

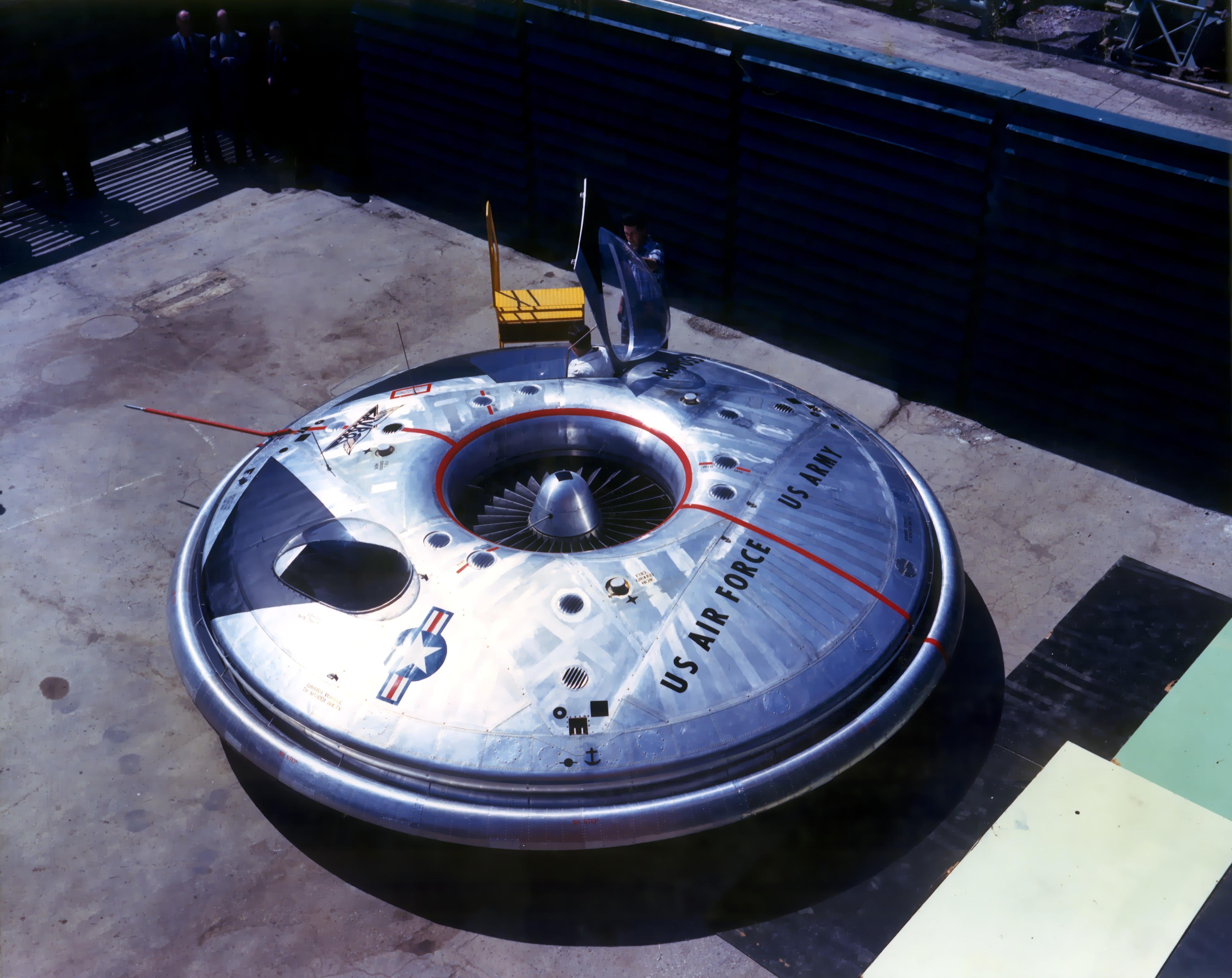
Дисколіт Avrocar

- Дисколіт AvrocarПласке кільцеве крило. Використовувалось у деяких експериментальних моделях, зокрема, в літаках Лі — Річардса[en].
- Ромбоподібне крило. Використовувалось у деяких експериментальних моделях, зокрема, в Edwards Rhomboidal[en].

| Пташине             | Кажанове             | Ромбоподібне |
| «Летюча сковорідка» | Пласке кільцеподібне | Дископодібне |

### Асиметричні конфігурації

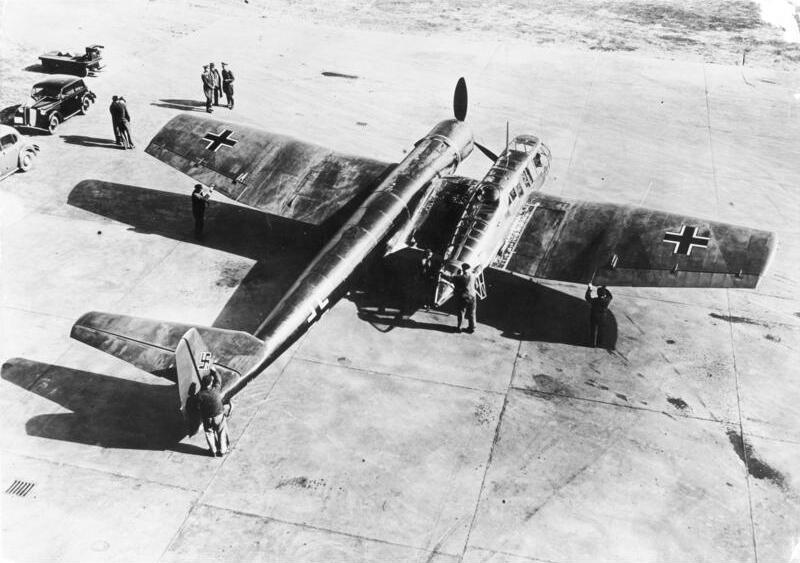
Асиметричний розвідник BV 141

Існують асиметричні літаки, права та ліва частина яких не є симетричними. До них можуть належати:
- Асиметричне компонування. Наприклад, Blohm & Voss BV 141.
- Асиметричний розмах крила — використовувався на деяких літаках для протидії крутному моменту двигуна. Наприклад, Ansaldo SVA[en].
- Обертове крило[en] — при обертанні крила літак стає асиметричним.

| " "                      | " "                      | " "             |
| Асиметричне компонування | Асиметричний розмах крил | Поворотне крило |

## Аеродинамічна схема

### Розташування горизонтального оперення

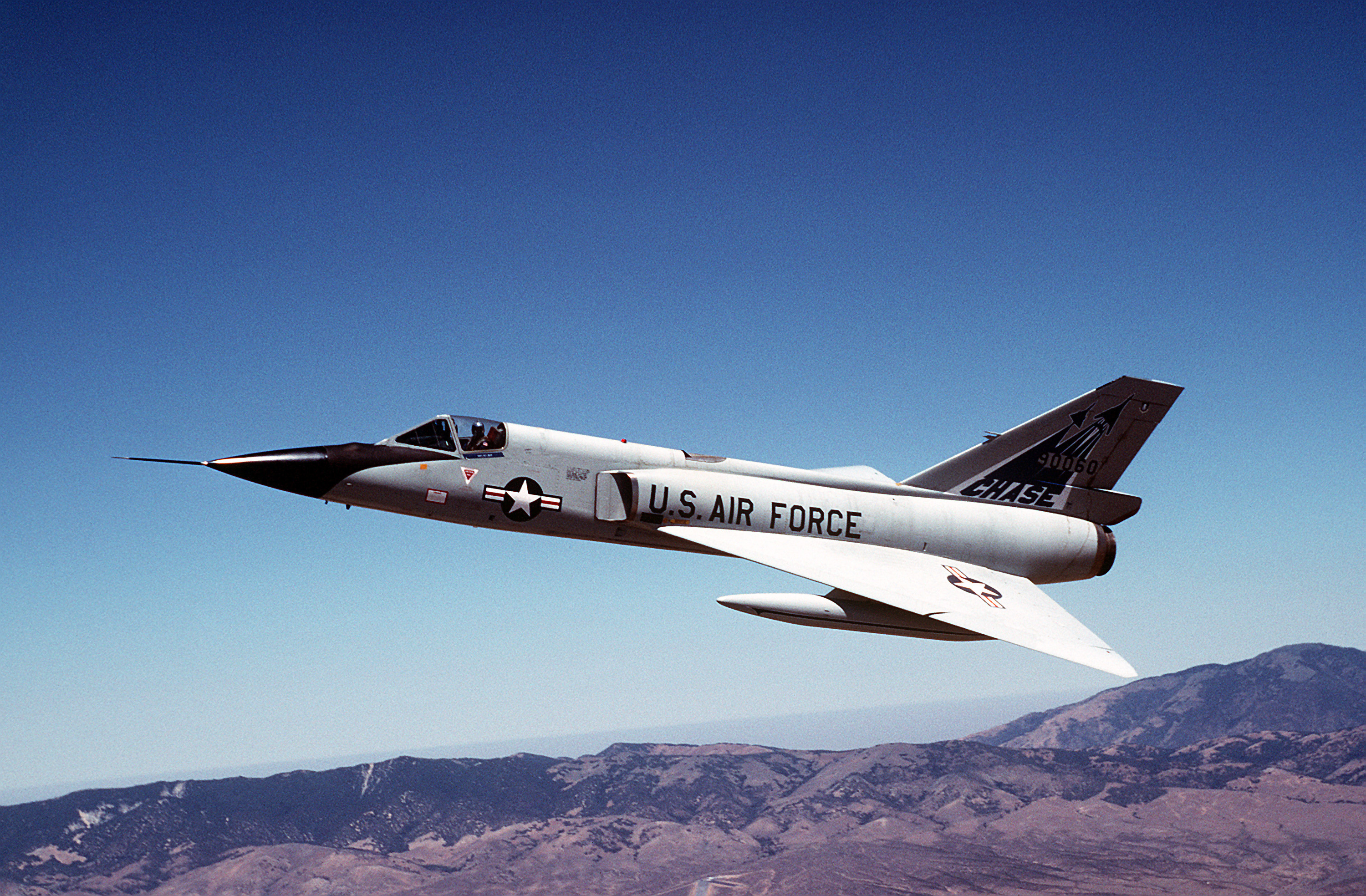
Безхвостий F-106 Delta Dart

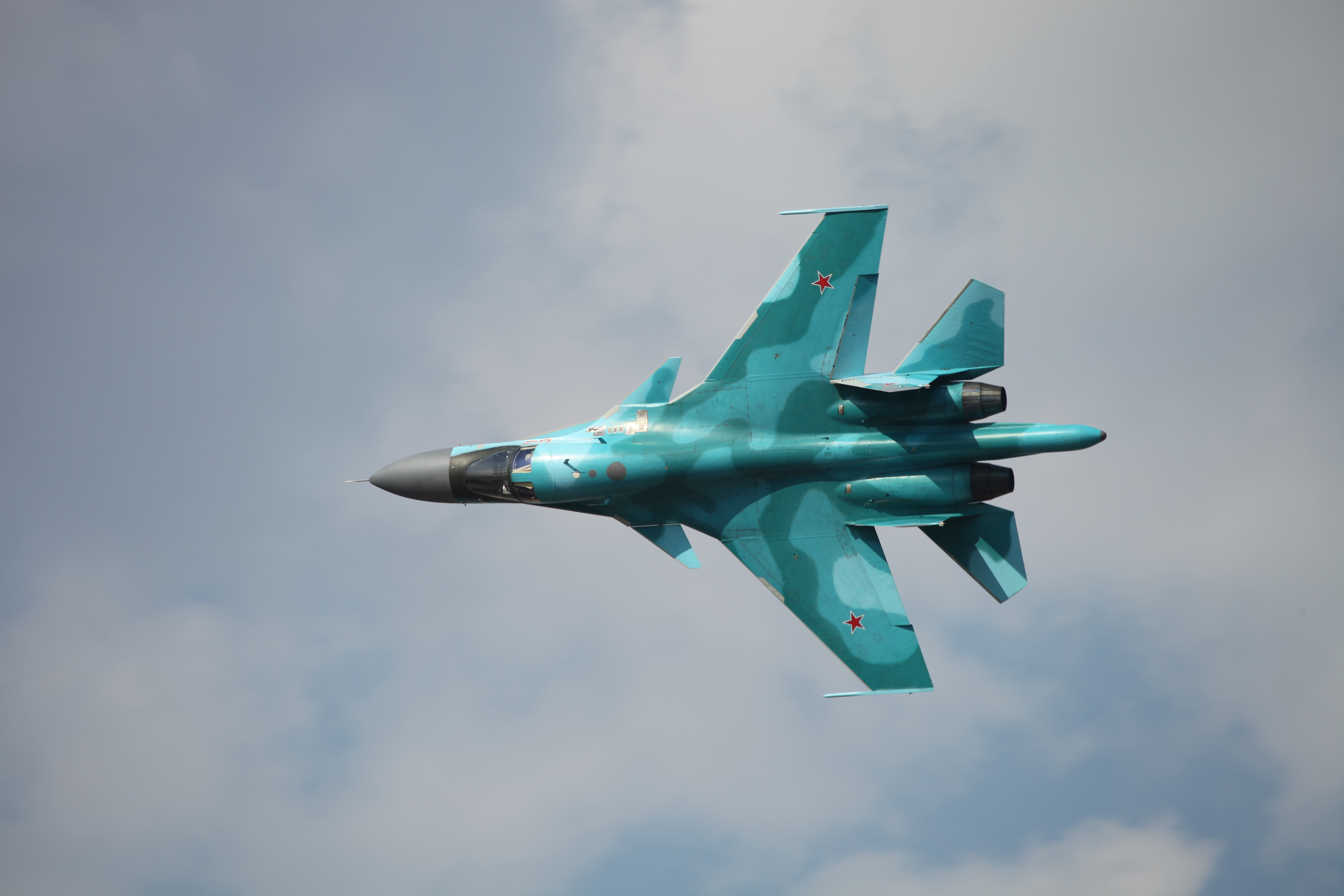
Су-34, який має дві пари горизонтального оперення

За способом розташування горизонтального оперення літальні апарати поділяються на такі:
- Звичайна (нормальна, класична, традиційна) схема[3] — горизонтальне оперення представлене стабілізаторами, що розміщені біля кіля позаду крила.
- «Качка»[3] — горизонтальне оперення розташоване перед крилом.
- «Безхвістка»[3] — горизонтальне оперення відсутнє, керівні поверхні знаходяться на крилі. Відомими прикладами є Saab 35 Draken, Messerschmitt Me 163 Komet, Douglas F4D Skyray, Concorde, Dassault Mirage III, Ту-144, Avro Vulcan.
- Схема з переднім і хвостовим горизонтальним оперенням[en] — присутнє як переднє, так і заднє горизонтальне оперення. Відомими прикладами є Piaggio P.180 Avanti та Су-34.
- Зовнішнє хвостове оперення[en][уточнити термін] — оперення не прикріплене до фюзеляжа. Відомим прикладом є SpaceShipOne, але також подібні теоретичні розробки існували також у нацистській Німеччині, як Blohm & Voss P 208.
- Тандемні крила[en] — конфігурація, в якій одна несна поверхня розташована перед іншою. Тандемне розташування може поєднуватись із багатошаровим, як у випадку 9-крильного Caproni Ca.60. Відомими прикладами є «Небесна блоха», Miles M.39B Libellula, Rutan Quickie[en] та єдиний серійний бойовий літак такої схеми SFCA Taupin[en].

| Класичне компонування | Качка             | Безхвістка |
| " "                   | Зовнішнє оперення | Тандем     |

### Корпус та крило
Деякі літаки не мають чіткого розмежування між фюзеляжем та крилами:

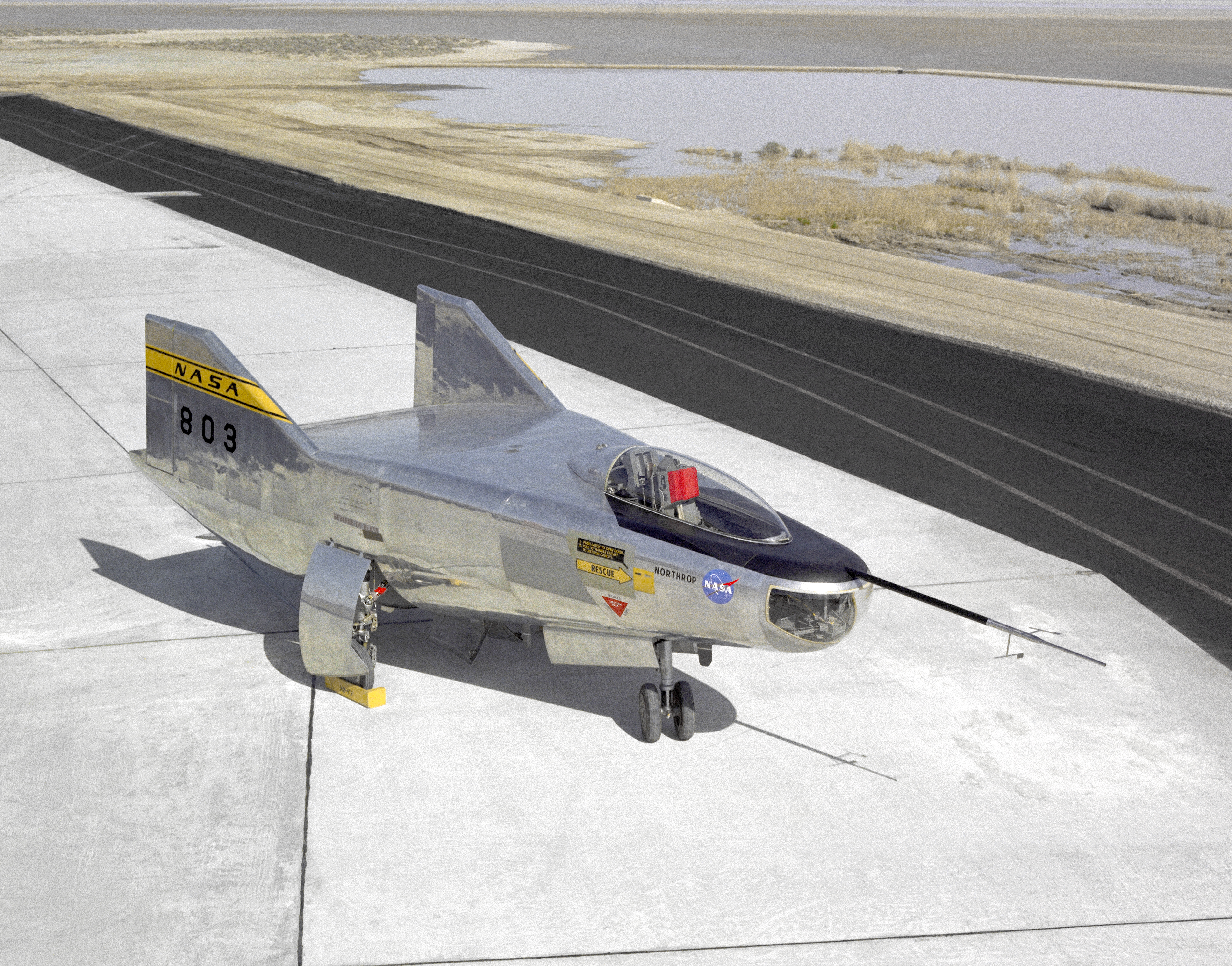
Northrop M2-F2 з несним фюзеляжом

- Northrop M2-F2[en] з несним фюзеляжом«Літаюче крило». Відомими прикладами є Northrop YB-35, B-2 Spirit, B-21 Raider, Сухой С-70, а також деякі малі БПЛА, як «Валькірія».
- Змішане крило-корпус[en][уточнити термін] — крило та фюзеляж є достатньо виразними, але чіткої межі між ними немає. Відомими прикладами є SR-71 Blackbird, B-1 Lancer, Ту-160, Bayraktar TB2[10].
- Несний корпус[en][уточнити термін] — візуально видиме крило відсутнє, підіймальна сила створюється за допомогою фюзеляжа. Прикладами є NASA X-38[en], Martin Marietta X-24[en], Dream Chaser та інші дослідні зразки.

| Літаюче крило | Змішане крило-фюзеляж | Несний фюзеляж |

## Змінна геометрія крил

### Змінна планформа

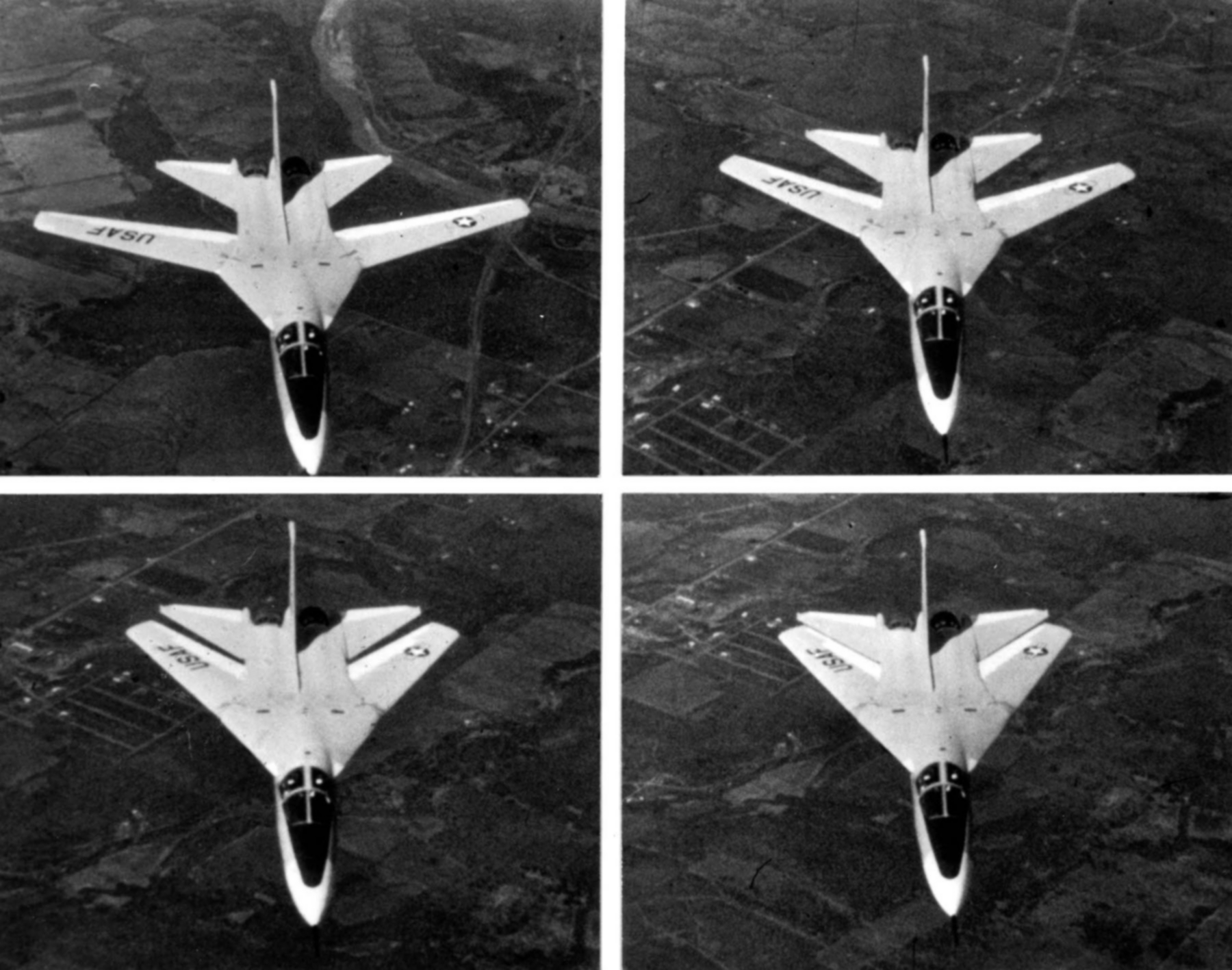
Зміна стрілоподібності F-111 Aardvark

- Крило змінної стрілоподібності[3] — крило може змінювати свою стрілоподібність відповідно до швидкості польоту. Використовується на деяких військових літаках, як B-1 Lancer, F-111 Aardvark, Panavia Tornado, Су-24 тощо.
- Обертове крило[en] — цілісне крило обертається навколо свого центру. Єдиним випробуваним літаком з таким крилом був NASA AD-1[en].
- Телескопічне крило. Використовувалось на експериментальному планері Akaflieg Stuttgart fs29[en] та літаку Makhonine Mak-10[en].
- Складані у польоті напівкрила випробовувались для XB-70 Valkyrie: повна довжина крил використовувалась для злету та дозвукового польоту, після чого мали складатись донизу.

| Змінна стрілоподібність | Поворотне крило | Телескопічне крило | Складане крило |

### Змінний профіль крила

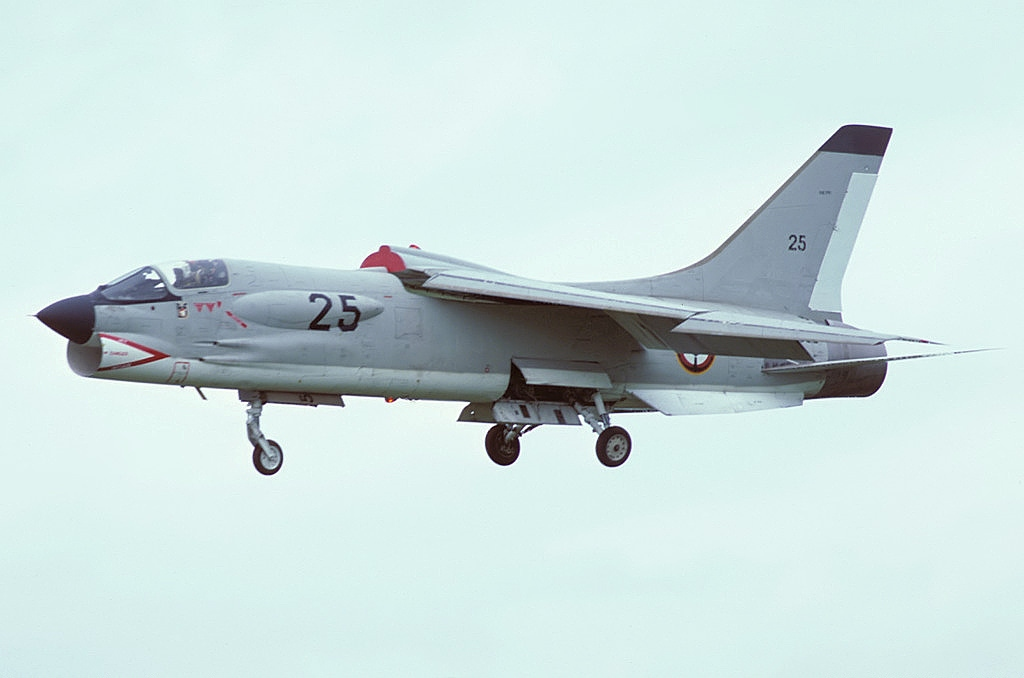
Підняте вгору крило F-8 Crusader

- Крило зі змінним кутом установлення[en] — крило може провертатись, піднімаючи чи опускаючи передній край крила. Єдиним серійним військовим літаком з таким крилом був F-8 Crusader, також існували експериментальні, як Martin XB-51[en]. У«Небесної блохи» кут нахилу переднього крила відповідає за зменшення та збільшення висоти. Повноцінно поворотне крило[en] для вертикального злету або приземлення відносить літальний апарат до класу конвертопланів.
- Крило зі змінною кривиною[en] — крило, профіль якого може змінюватись
- Крило зі змінною товщиною — крило, верхня частина якого може вигинатись угору[11][12][13].

| Змінний кут | Змінний профіль | Змінна товщина |

### Відкидні та складані в польоті крила

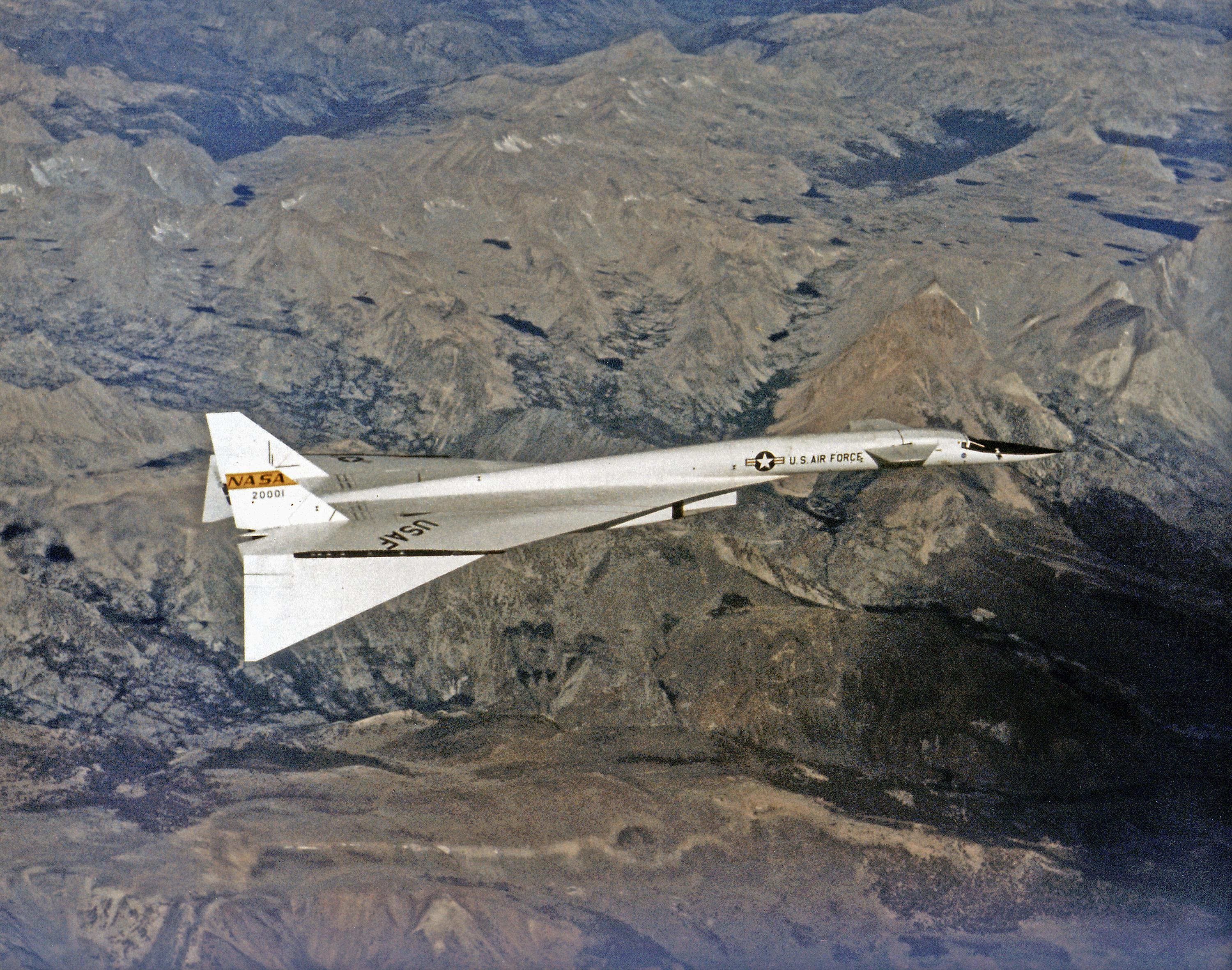
Політ XB-70 з опущеними кінцями крил

- Ідея знімного верхнього крила, що забезпечувало кращий зліт, пропонувалась на Hillson Bi-mono[en]. Знімні кінці крил також пропонувались XB-70 Valkyrie для в рамках проєкту WS-110A для злету та дозвукового польоту, після чого мали відкидатись.
- Дослідний «складаний винищувач»[en] Нікітіна — Шевченка мав нижнє крило, яке складалось у порожнину верхнього крила; так, з розкладеним нижнім крилом літак був півторапланом, а зі складеним — монопланом.

### Відкидні та складані на землі крила

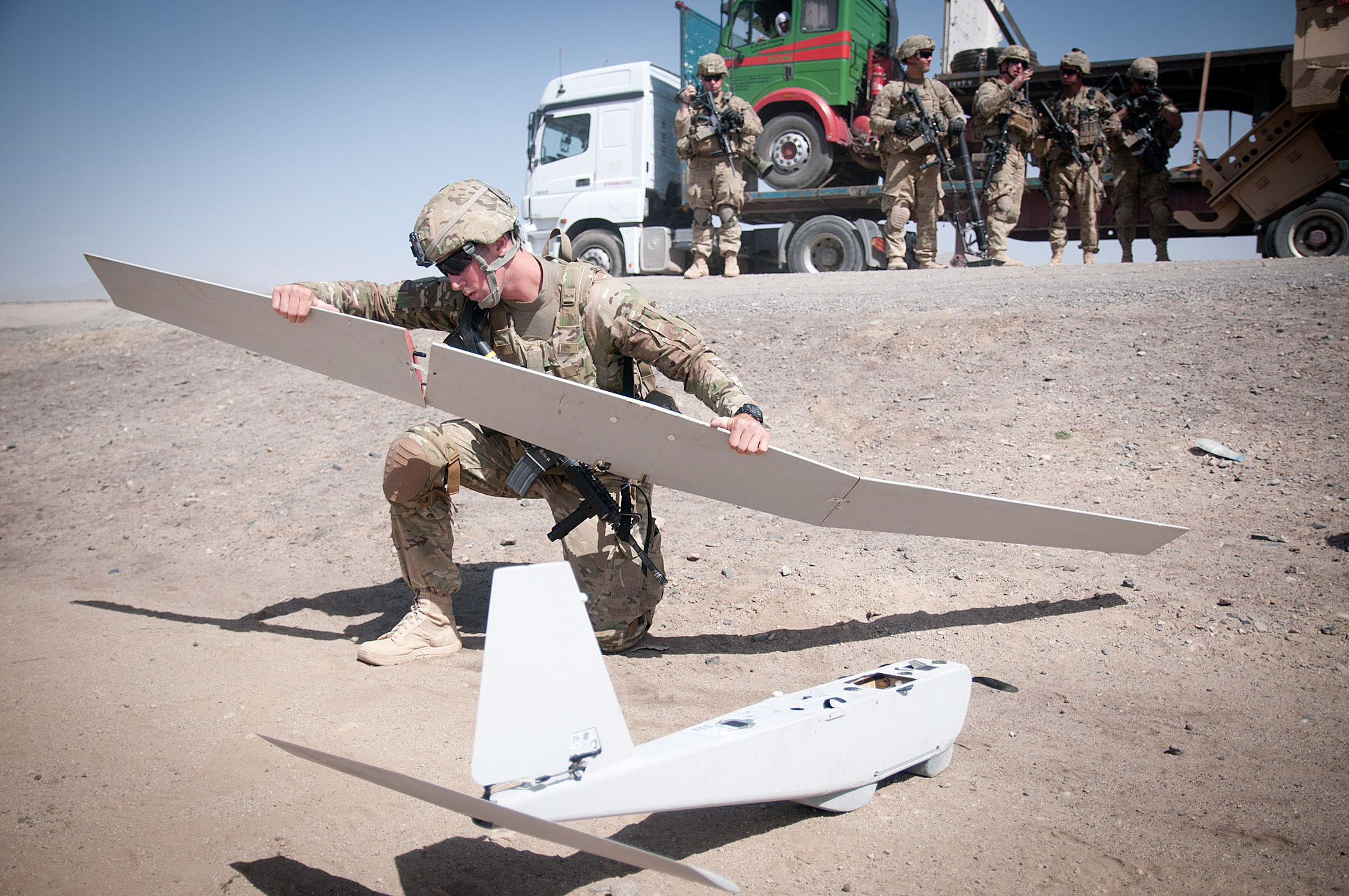
Складання RQ-20 Puma

- Для палубної авіації, для якої є важливою економія простору, характерні крила, що можуть складатись. Те саме стосується БПЛА та ракет, які стартують з транспортно-пускових контейнерів або компактно зберігаються.
- З 1910-х років існували концепції знімних для зберігання крил[14][15]. Такий принцип застосовується на сучасних БПЛА, як RQ-20 Puma.

| Складане нижнє крило | Відкидне верхнє крило |

## Фізичні властивості крил

### Жорсткість крил

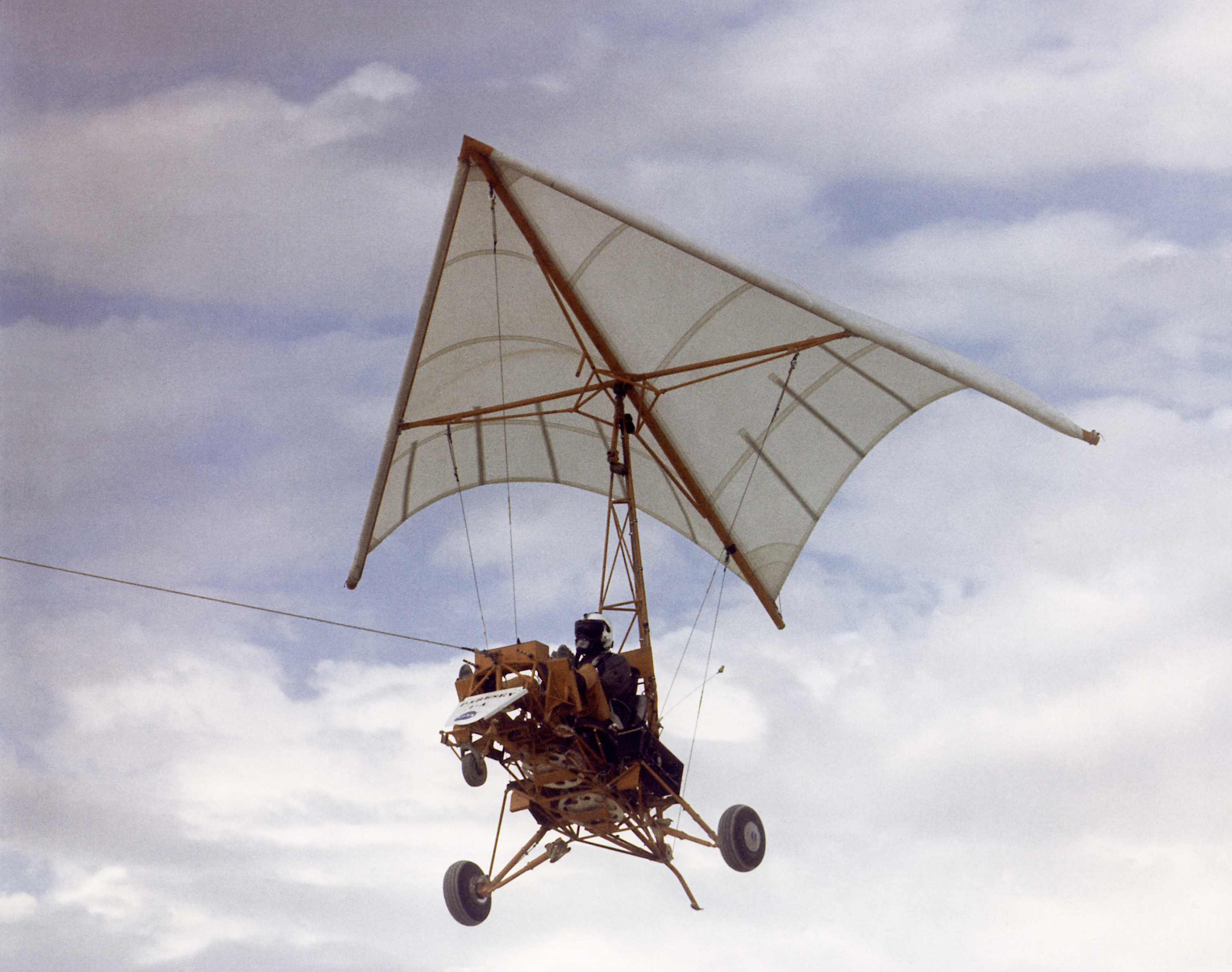
Крило Роґалло

- Жорстке крило — здатне зберігати аеродинамічний профіль.
- Гнучке крило[en] — зроблене з гнучкого матеріалу, як парафойл, параплан, крило Роґалло, повітряний змій, а також крила деяких надлегких літаків[en].
- Аероізоклінне крило — загалом тверде крило, що має аеропружні властивості. Таке крило було встановлено на Short SB.4 Sherpa[en], також аеропружні властивості тестувались на Boeing X-53[en].

| Жорстке трикутне крило | Гнучке крило Роґалло |

## Допоміжні аеродинамічні поверхні

Допоміжні поверхні

- Вінглет — невеликий додатковий елемент на кінці крила.
- «Вуса»[уточнити термін] — маленька горизонтальна поверхня перед крилами (без керованих елементів, на відміну від переднього горизонтального оперення), що переспрямовує потік повітря на крило[джерело?].
- Стрейк[en][уточнити термін] — невеликий плаский виступ на фюзеляжі для контролю завихрень та стабілізації[джерело?].
- Наплив крила[en] — поздовжня смуга, що йде від крила вперед.
  - Скула[en][уточнити термін] — подібна на наплив, але тягнеться далі вперед та частково зливається з фюзеляжем[джерело?]. Прикладом скули, що розмиває межі фюзеляжу, є така на SR-71 Blackbird, також вони використовуються на літаючих човнах[джерело?].